# Dronten

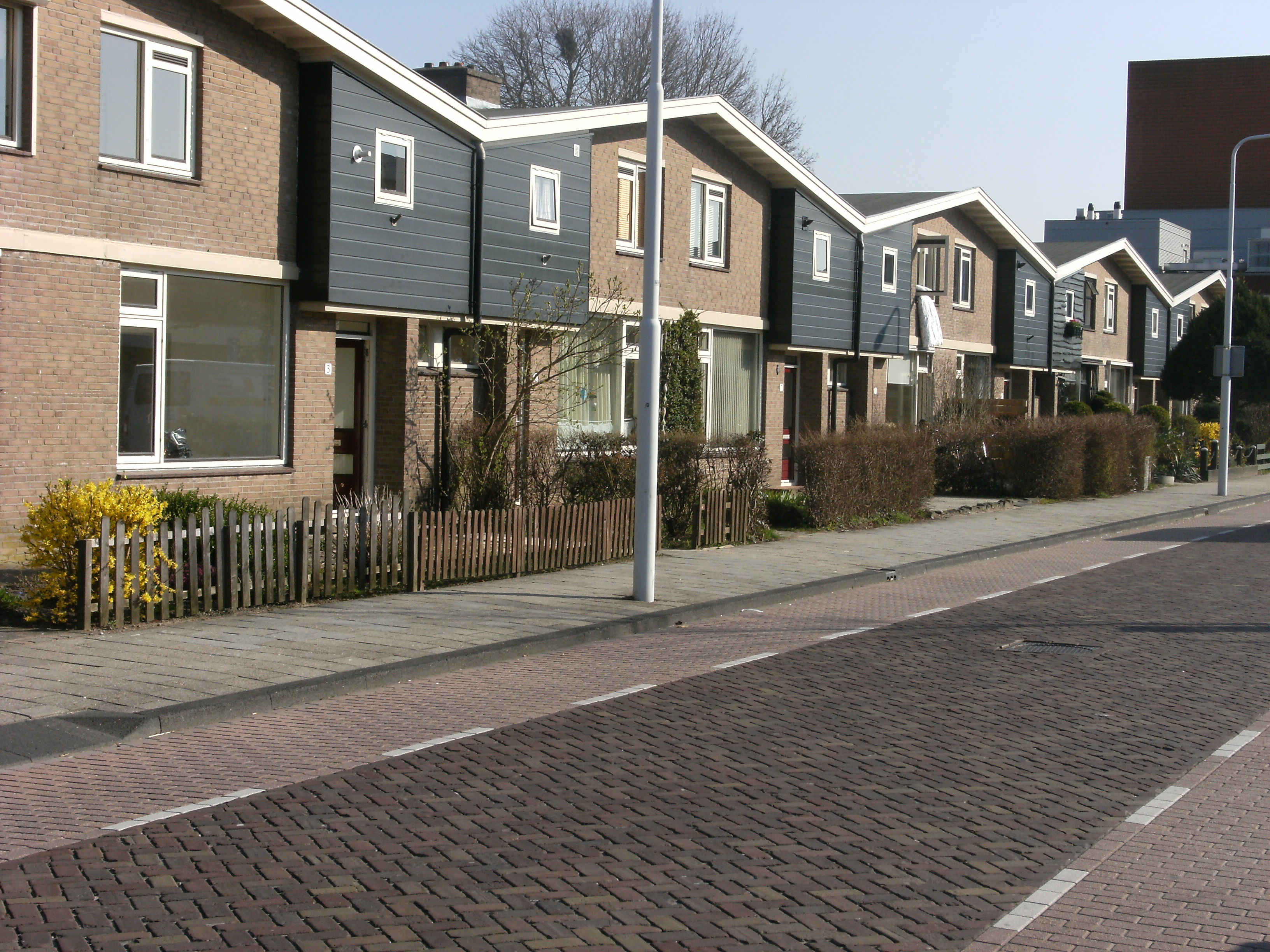
Gatubild.

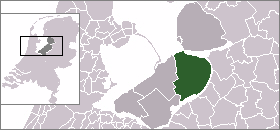
Lägeskarta

Dronten är en kommun i provinsen Flevoland i Nederländerna. Kommunens totala area är 423,86 km² (där 89,51 km² är vatten) och invånarantalet är på  40 637 invånare (2013).
Mellan tätorten Dronten och Lelystad ligger jordkonstverket Observatorium Robert Morris.